# Градска скупштина (филм)
Градска скупштина (енгл. City Hall) или Градска кућа америчка је криминалистичка трилер драма из 1996. у режији Харолда Бекера.
Дечак умире од залуталог метка током пуцњаве између полицајца и члана породице мафије, који је раније на сумњив начин био осуђен на условну казну, само да би је прекршио. Заменик градоначелника Њујорка, Кевин Калхун почиње да тражи информације о овом догађају, али што дубље истражује, то му се мање свиђају одговори до којих долази.

## Радња
Џон Папас је старији, али амбициозни градоначелник Њујорка који ће ускоро постати председник Сједињених Држава. Кевин Колхун је младић из провинцијског града у Луизијани, лојални заменик градоначелника. Они намеравају да од Њујорка направе велики и леп град, али њихове планове поремети улична пуцњава. Најбруталнији полицајац у граду Еди Сантос и нећак локалног мафијашког боса Тина Запатија убијају се на улицама Бруклина, а невини дечак Џејмс Боун страда од насумичног метка.

## Улоге
| Глумац           | Улога                   |
| ---------------- | ----------------------- |
| Ал Паћино        | градоначелник Џон Папас |
| Џон Кјусак       | Кевин Калхун            |
| Бриџит Фонда     | Мерибет Коган           |
| Дени Ајело       | Френк Анселмо           |
| Дејвид Пејмер    | Ејб Гудман              |
| Мартин Ландау    | судија Волтер Стерн     |
| Џон Фин          | комесар Кунан           |
| Ентони Франчиоза | Пол Запати              |
| Ричард Шиф       | Лери Шварц              |
| Лорен Велес      | Елејн Сантос            |
| Џон Слетери      | детектив Џорџ           |
| Линдзи Данкан    | Сидни Папас             |